# Toilet Bowl Waterfall
Der Toilet Bowl Waterfall (englisch für Toilettenschüsselwasserfall) ist ein Wasserfall in der Kaimai Range der Region Waikato auf der Nordinsel Neuseelands. Er liegt im Lauf des Waitawheta River westlich von Te Aroha. Seine Fallhöhe beträgt etwa 5 Meter.
Vom Parkplatz nahe dem Ende der Franklin Road südsüdwestlich der Ortschaft Waihi führt ein 8-stündiger Retourwanderweg unter anderem entlang des Waitawheta Tramway zum Wasserfall. Dabei wird der Flusslauf dreimal gefurtet.